# Jean-Baptiste-Joseph de Coriolis de Villeneuve d'Espinouse
Jean-Baptiste Joseph de Coriolis de Villeneuve d'Espinouse (alias Joseph Jean-Baptiste), marquis d'Espinouse et baron de Corbières, né le 26 mars 1649 à Aix-en-Provence, dans la paroisse de Saint-Sauveur et mort à Espinouse le 12 janvier 1712, est Président à mortier au Parlement de Provence.

## Biographie
Joseph-Jean-Baptiste de Coriolis est le fils de Pierre, Président à mortier au Parlement de Provence et de Louise (Lucrèze) d'Oraison de Boulbon (alias Aqua d'Oraison). Il est reçu en survivance de la charge de son père, avec dispense d'âge et de service, Président à mortier au Parlement de Provence le 29 avril 1690 . Lors de l'occupation française de Nice en 1711, il avait été nommé sénateur. Il meurt en charge à Espinouse le 12 janvier 1712 après 22 années d'exercice.

## Famille
Depuis Laurent, reçu au Parlement en 1600, cette lignée des Coriolis d'Espinouse, devait comprendre du XVIe siècle au XVIIIe siècle, sept présidents au Parlement en succession direct. Joseph-Jean-Baptiste étant le cinquième à recevoir le mortier.
Le marquis d'Espinouse épouse le 5 janvier 1676  à La Ciotat, Elisabeth Madeleine Grimaldi de La Gattières.